# Roland Ducke
Roland Ducke (Bensen, 19 novembre 1934 – Jena, 26 giugno 2005) è stato un calciatore tedesco orientale dal 1990 tedesco, di ruolo centrocampista.

## Palmarès

### Club
- Campionato tedesco orientale: 1

Carl Zeiss Jena: 1962-1963, 1967-1968, 1969-1970

### Individuale
- Calciatore tedesco orientale dell'anno: 1

1970